# Les Griffes de la peur
Pour plus de détails, voir Fiche technique et Distribution.
Les Griffes de la peur (Eye of the Cat) est un film américain réalisé par David Lowell Rich, sorti en 1969.

## Synopsis
Tante Danny (Eleanor Parker) vît avec son neveu Luke (Tim Henry) et ses nombreux chats. À son décès, elle a décidé de léguer sa fortune à ses animaux de compagnie. Quand Wylie (Michael Sarrazin), le frère de Luke, revient vivre à la maison accompagné de sa nouvelle compagne, Kassia (Gayle Hunnicutt), celle-ci change d'avis et en fait son héritier. Ce qui arrange bien Wylie qui a pour projet d'éliminer sa tante une fois le testament signé et de partir avec son héritage ... 

## Fiche technique
- Titre : Les Griffes de la peur
- Titre original : Eye of the Cat
- Réalisation : David Lowell Rich
- Assistant réalisateur : Joseph C. Cavalier
- Scénario : Joseph Stefano
- Direction artistique : William D. DeCinces et Alexander Golitzen
- Décorateur de plateau : John McCarthy, Jr. (en), John P. Austin (en)
- Costumes : Edith Head
- Photographie : Russell Metty, Ellsworth Fredericks
- Montage : J. Terry Williams (en)
- Musique : Lalo Schifrin
- Production : Philip Hazelton, Bernard Schwartz, Leslie Stevens
- Société de production : Joseph L. Schenck Enterprises, Universal Pictures
- Pays de production : États-Unis
- Langue : anglais
- Format : Technicolor - 35 mm - 1,37:1 - Son mono (Westrex Recording System)
- Genre : Film d'horreur
- Durée : 102 minutes
- Dates de sortie : 
  - États-Unis : 18 juin 1969
  - France : 17 juillet 1969
- Affiche : Michel Landi

## Distribution
- Michael Sarrazin (VF : Philippe Ogouz) : Wylie
- Gayle Hunnicutt (VF : Danielle Volle) : Kassia Lancaster
- Eleanor Parker (VF : Jacqueline Ferrière) : Tante Danny
- Tim Henry (VF : Daniel Crouet) : Luke
- Laurence Naismith (VF : Émile Duard) : Dr. Mills
- Jennifer Leak (en)
- Linden Chiles : Bendetto
- Mark Herron : Bellemonde (muet)
- Annabelle Garth

## Autour du film
- Le film a été tourné à San Francisco en Californie.

## Source
- Jean Tulard, Guide des films, Paris, R. Laffont, 1990, 1200 p. (ISBN 2-221-05466-0) :